# Клейн, Жерар
Жерар Клейн (фр. Gérard Klein; род. 27 мая 1937) — французский писатель-фантаст, литературный критик и редактор.
Изучал социальную психологию в Сорбонне, затем получил также диплом экономиста в Институте политических исследований. По окончании учёбы в течение двух лет проходил армейскую службу, участвовал в Алжирской войне. После демобилизации работал как учёный-экономист, занимаясь проблемами экономики сбережений, опубликовал монографию «Семейные сбережения» (фр. L'épargne des ménages; 1970, совместно с Луи Фортраном). В 1987 г. отошёл от профессиональной деятельности, полностью сосредоточившись на писательской.
Начал публиковать фантастические рассказы в 1955 году, используя также псевдонимы Жиль д’Аржир (фр. Gilles d'Argyre) и Франсуа Пажери (фр. François Pagery). Наибольшее внимание в своём творчестве уделял теме путешествий во времени.

## Основные произведения
- «Звёздный гамбит» (1958)
- «Время не пахнет» (1963)
- «Убийцы времён» (1965)
- «Власть случая» (1968)
- «Боги войны» (1970)